# Charles Richard Mulrooney
Charles Richard Mulrooney (* 13. Januar 1906 in Brooklyn; † 5. August 1989) war ein US-amerikanischer römisch-katholischer Geistlicher und Weihbischof in Brooklyn.

## Leben
Charles Richard Mulrooney empfing am 10. Juni 1930 das Sakrament der Priesterweihe.
Am 24. Februar 1959 ernannte ihn Papst Johannes XXIII. zum Titularbischof von Valentiniana und bestellte ihn zum Weihbischof in Brooklyn. Der Bischof von Brooklyn, Bryan Joseph McEntegart, spendete ihm am 22. April desselben Jahres die Bischofsweihe; Mitkonsekratoren waren der Weihbischof in New York, James Henry Ambrose Griffiths, und der Koadjutorbischof von Lafayette in Indiana, John Carberry.
Am 13. Januar 1981 nahm Papst Johannes Paul II. das von Charles Richard Mulrooney aus Altersgründen vorgebrachte Rücktrittsgesuch an.